# 2014年ソチオリンピックのマケドニア共和国選手団
2014年ソチオリンピックのマケドニア共和国選手団（2014ねんソチオリンピックのマケドニアきょうわこくせんしゅだん）は、2014年2月7日から23日までロシアのソチで開催されたソチオリンピックマケドニア共和国選手団の名簿。

## 選手団
- 人員: 選手 3人
- 開会式旗手: ダルコ・ダミアンコフスキー

## アルペンスキー
- アントニオ・リステフスキー

男子大回転 (途中棄権)
男子回転 (29位、1:58.44)

## クロスカントリースキー
- ダルコ・ダミアンコフスキー

男子15kmクラシカル (81位、48:34.9)
男子50kmフリー (途中棄権)
男子スプリント (予選敗退、78位、4:08.56)
- マリヤ・コラロスカ

女子10kmクラシカル (74位、44:46.0)